# Scarborough-Linie
| Zug der Scarborough-Linie nahe der Station Lawrence East |                                |                                |                                |
| Streckenlänge: | 6,4 km                         |                                |                                |
| Spurweite: | 1435 mm (Normalspur)           |                                |                                |
| Stromsystem: | seitliche Stromschiene 600 V = |                                |                                |
| |                                |                                |                                |
| \| \| \| Bloor-Danforth-Linie \| \| \| \| GO Transit (von Union Station) \| \| \| \| Kennedy \| \| \| \| Lawrence East \| \| \| \| Ellesmere \| \| \| \| GO Transit (Stouffville Line) \| \| \| \| Midland \| \| \| \| Scarborough Centre \| \| \| \| McCowan \| \| \| \| McCowan Yard \| |                                |                                |                                |
| U-Bahn-Strecke quer (im Tunnel) · U-Bahn-Strecke von rechts (im Tunnel) |                                | Bloor-Danforth-Linie           | Bloor-Danforth-Linie           |
| Strecke von rechts · U-Bahn-Strecke (im Tunnel) |                                | GO Transit (von Union Station) | GO Transit (von Union Station) |
| |                                | Kennedy                        |                                |
| Strecke · U-Bahn-Haltepunkt / Haltestelle (Strecke außer Betrieb) |                                | Lawrence East                  | Lawrence East                  |
| Strecke · U-Bahn-Haltepunkt / Haltestelle (Strecke außer Betrieb) |                                | Ellesmere                      | Ellesmere                      |
| Strecke nach links · U-Bahn-Kreuzung mit Eisenbahn geradeaus unten (Strecke geradeaus außer Betrieb) |                                | GO Transit (Stouffville Line)  | GO Transit (Stouffville Line)  |
| U-Bahn-Haltepunkt / Haltestelle (Strecke außer Betrieb) |                                | Midland                        | Midland                        |
| U-Bahn-Bahnhof (Strecke außer Betrieb) |                                | Scarborough Centre             | Scarborough Centre             |
| U-Bahn-Haltepunkt / Haltestelle (Strecke außer Betrieb) |                                | McCowan                        | McCowan                        |
| U-Bahn-Betriebsstelle Streckenende (Strecke außer Betrieb) |                                | McCowan Yard                   | McCowan Yard                   |

Die Scarborough-Linie (offiziell Line 3 Scarborough genannt) war eine Stadtbahn-Linie in der kanadischen Stadt Toronto. Bis März 2014 lautete ihre Bezeichnung Scarborough RT (wobei RT für Rapid Transit stand). Sie war Teil der Toronto Subway und wurde von der Toronto Transit Commission (TTC) betrieben. Die Strecke war 6,4 km lang und wies sechs Stationen auf. Im Jahr 2015 wurde sie von durchschnittlich 38.570 Fahrgästen täglich genutzt.
Die im Jahr 1985 eröffnete Strecke bildete die östliche Fortsetzung der Bloor-Danforth-Linie und führte in das Zentrum des Stadtbezirks Scarborough. Sie stellte in verschiedener Hinsicht eine Besonderheit im öffentlichen Nahverkehrsnetz der Stadt dar. Ihre Gleise waren in Normalspur (Spurweite 1435 mm) verlegt und somit 60 Millimeter schmaler als die Gleise der übrigen Subwaylinien. Die Fahrzeuge verkehrten automatisch und wurden linear angetrieben.
Im Februar 2021 erklärte die TTC, die Scarborough-Linie sei zu alt, unzuverlässig und zu schwierig in der Wartung. Nach einer Zugentgleisung am 24. Juli 2023 beschloss die TTC, die Linie dauerhaft zu schließen. Seitdem müssen die Fahrgäste, bis zur Eröffnung einer Verlängerung der Bloor-Danforth-Linie, mit Bussen vorliebnehmen.

## Planung und Bau

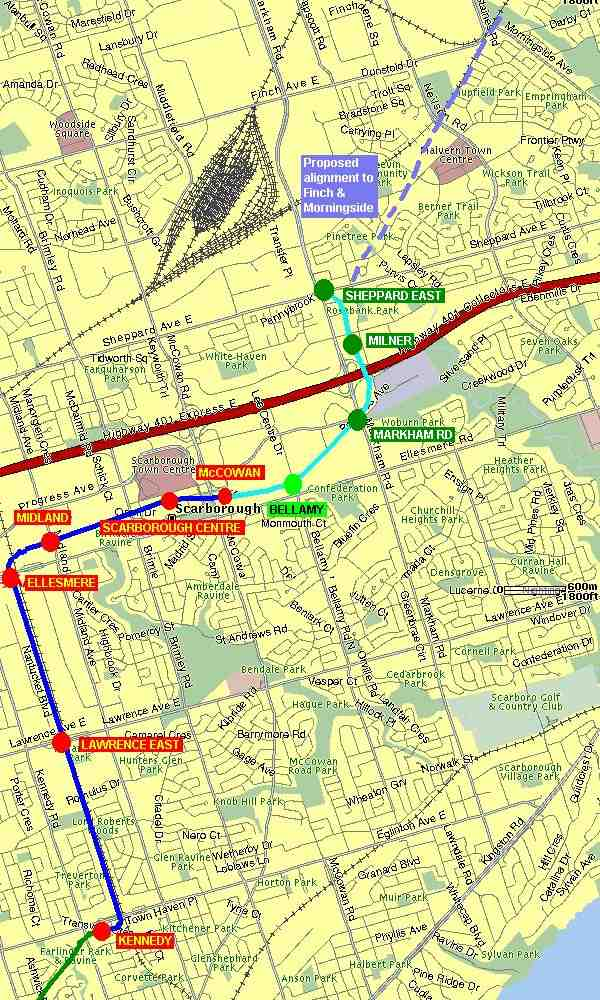
Strecke der Scarborough RT mit nie gebauter Verlängerung (türkis)

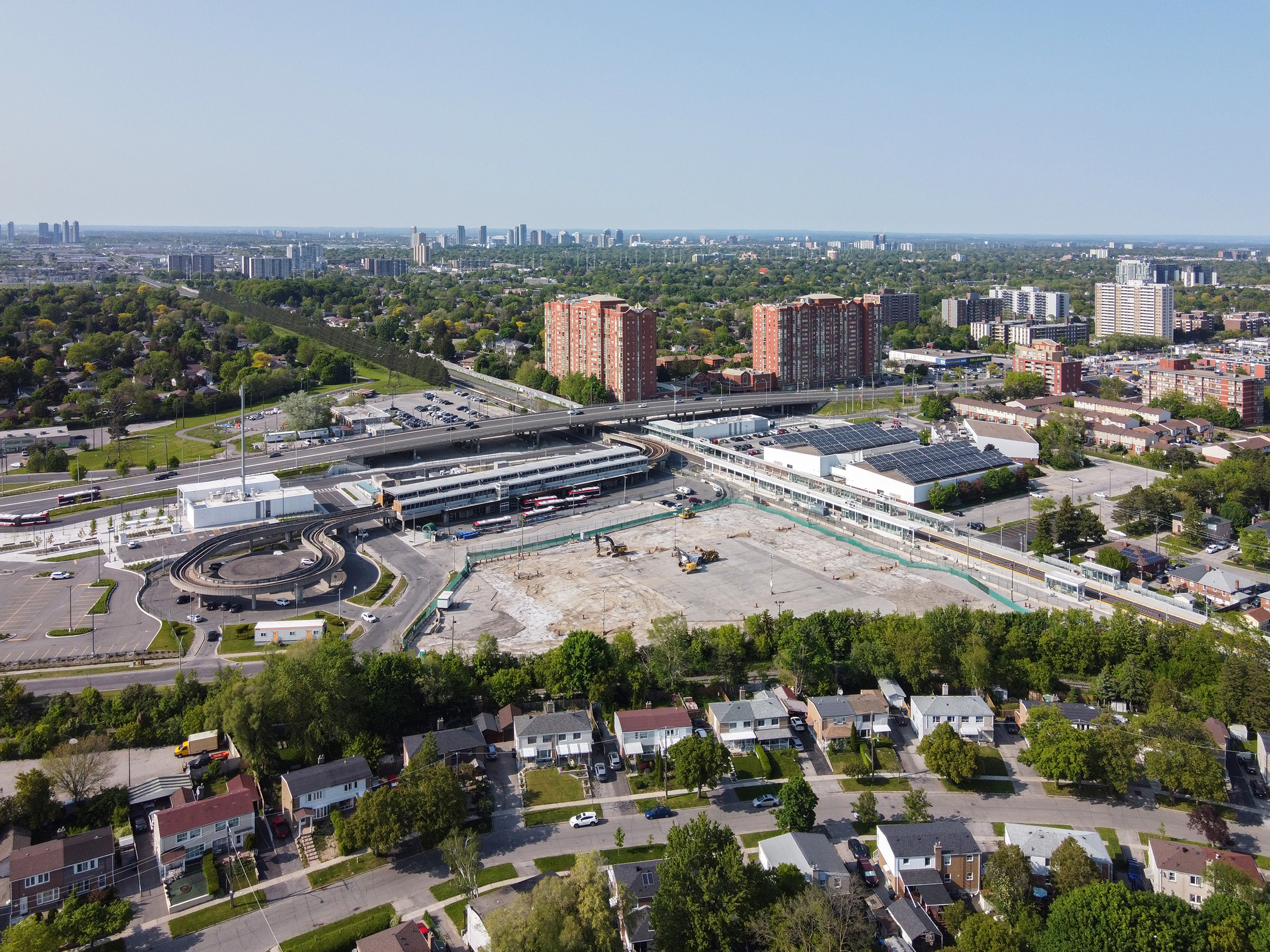
Luftbild der Station Kennedy

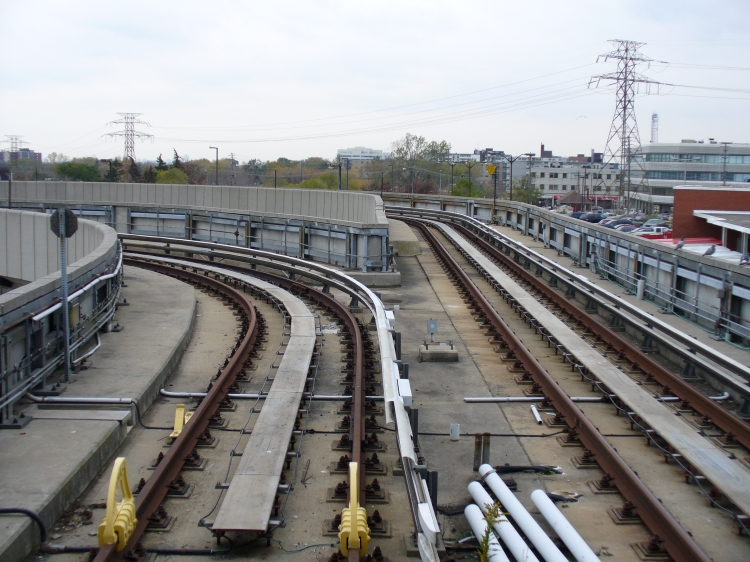
Ungenutzte Wendeschleife in der Endstation Kennedy – mittig zwischen den Schienen der Ständer des Linearantriebs, der dem Stator einer rotierenden Maschine entspricht

1973 wurde das Einkaufszentrum Scarborough Town Centre eröffnet, das sich in der Folge zum Kern der damals noch eigenständigen Stadt Scarborough entwickelte. Nach der Inbetriebnahme des bisher letzten Abschnitts der Bloor-Danforth-Linie im Jahr 1980 bestand zwischen der Endstation Kennedy am Stadtrand und dem Zentrum noch immer eine Lücke von mehreren Kilometern. Die Stadt Scarborough forderte eine Verlängerung der Subway, die TTC lehnte dies jedoch angesichts hoher Kosten ab und schlug eine kostengünstigere Lösung vor. Auf einer kreuzungsfreien Trasse sollten Straßenbahnen verkehren; mit der Möglichkeit, die Strecke später bis in die Nachbarstadt Pickering zu verlängern.
In den 1970er Jahren hatte die Urban Transportation Development Corporation (UTDC), ein Unternehmen im Besitz der Provinz Ontario, in Zusammenarbeit mit Krauss-Maffei ein neuartiges Schienenverkehrsmittel entwickelt. Das Intermediate Capacity Transit System (ICTS) verfügte über Linearmotoren und war für den automatischen Betrieb auf Strecken mit mittlerer Kapazität abgestimmt. Die Provinzregierung suchte nach einem Einsatzgebiet für das neue System. 1981 überzeugte sie die TTC und die Stadt Scarborough, auf der bereits in Bau befindlichen Strecke ICTS-Züge anstatt Straßenbahnen zu verwenden, und übernahm sämtliche zusätzlich anfallenden Kosten.
Im März 1984 fanden auf der Strecke die ersten Testfahrten statt, im Juli und August 1984 auf dem Teilstück Kennedy–Lawrence East auch mit Passagieren. Die offizielle Eröffnung war am 22. März 1985, zwei Tage später folgte die Aufnahme des fahrplanmäßigen Betriebs. Von Anfang an stand die Scarborough RT unter einem schlechten Stern. Die auf 103 Millionen Dollar veranschlagten Kosten hatten sich während der Bauzeit fast verdoppelt. Eineinhalb Jahre nach der Betriebsaufnahme fielen Zusatzkosten in der Höhe von 27 Millionen Dollar an, um technische Probleme zu beheben. Rund die Hälfte davon waren erforderlich, um in der Endstation Kennedy die ursprünglich für die Straßenbahn gebaute und für ICTS-Züge eigentlich unnötige Wendeschleife umzubauen, da dort mehrmals Züge entgleist waren. Während des Umbaus im Sommer 1988 ruhte der Betrieb drei Monate lang. Danach wurde die Schleife nur noch zum Abstellen genutzt. Aufgrund der unerwartet hohen Folgekosten hatte die Scarborough RT früh den Ruf, ein „weißer Elefant“ zu sein.
Nach der Eröffnung im Jahr 1985 war geplant, die Strecke in einem zweiten Schritt über McCowan hinaus um weitere 3,2 km in den Stadtteil Malvern zu verlängern. Zu diesem Zweck stand ein Korridor entlang einer stillgelegten Bahnstrecke bereit. 1992 wurden Strecke und Stationen detailliert geplant. Das Vorhaben hätte 430 Millionen Dollar gekostet, mehr als doppelt so viel wie der bereits bestehende Abschnitt. 1995 gab es in Ontario einen Regierungswechsel und der neue Premierminister Mike Harris verfügte die Einstellung sämtlicher Planungen.

## Strecke und Stationen

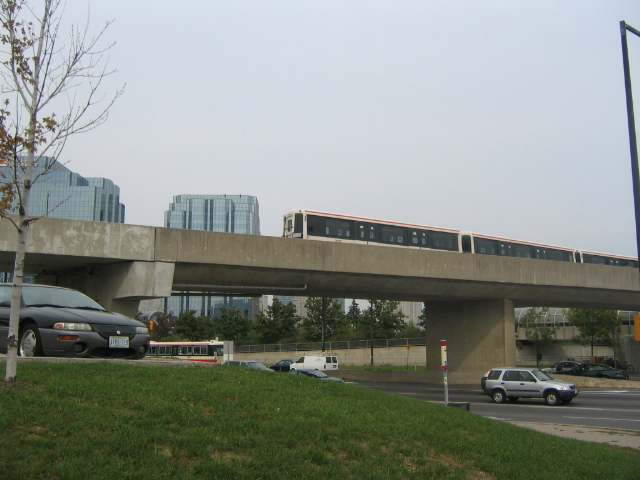
Viadukt zwischen Scarborough Centre und McCowan

Die 6,4 Kilometer lange Strecke war annähernd L-förmig und verlief fast ausschließlich oberirdisch. Sie begann in der Station Kennedy, die als Hochbahnhof über der Station der unterirdischen Bloor-Danforth-Linie lag. Unmittelbar nach Verlassen der Station schwenkte die Strecke in nördliche Richtung. Auf den nächsten 4,2 Kilometern folgte sie einer Bahnstrecke der Canadian National Railway, die von GO-Transit-Vorortszügen mitbenutzt wird.
Nach der Station Ellesmere unterquerte die bislang ebenerdige Scarborough-Linie die Bahnlinie in einem kurzen Tunnel und bog in einer engen Kurve in Richtung Osten ab. Es folgte ein Viadukt bis zur Endstation McCowan. Dort senkte sich die Strecke wieder und endete schließlich in der Abstellanlage McCowan Yard. Meistfrequentierte Station hinter Kennedy war Scarborough Centre, die sich unmittelbar am Südeingang des gleichnamigen Einkaufszentrums und neben einem großen Busbahnhof befand.

## Fahrzeuge

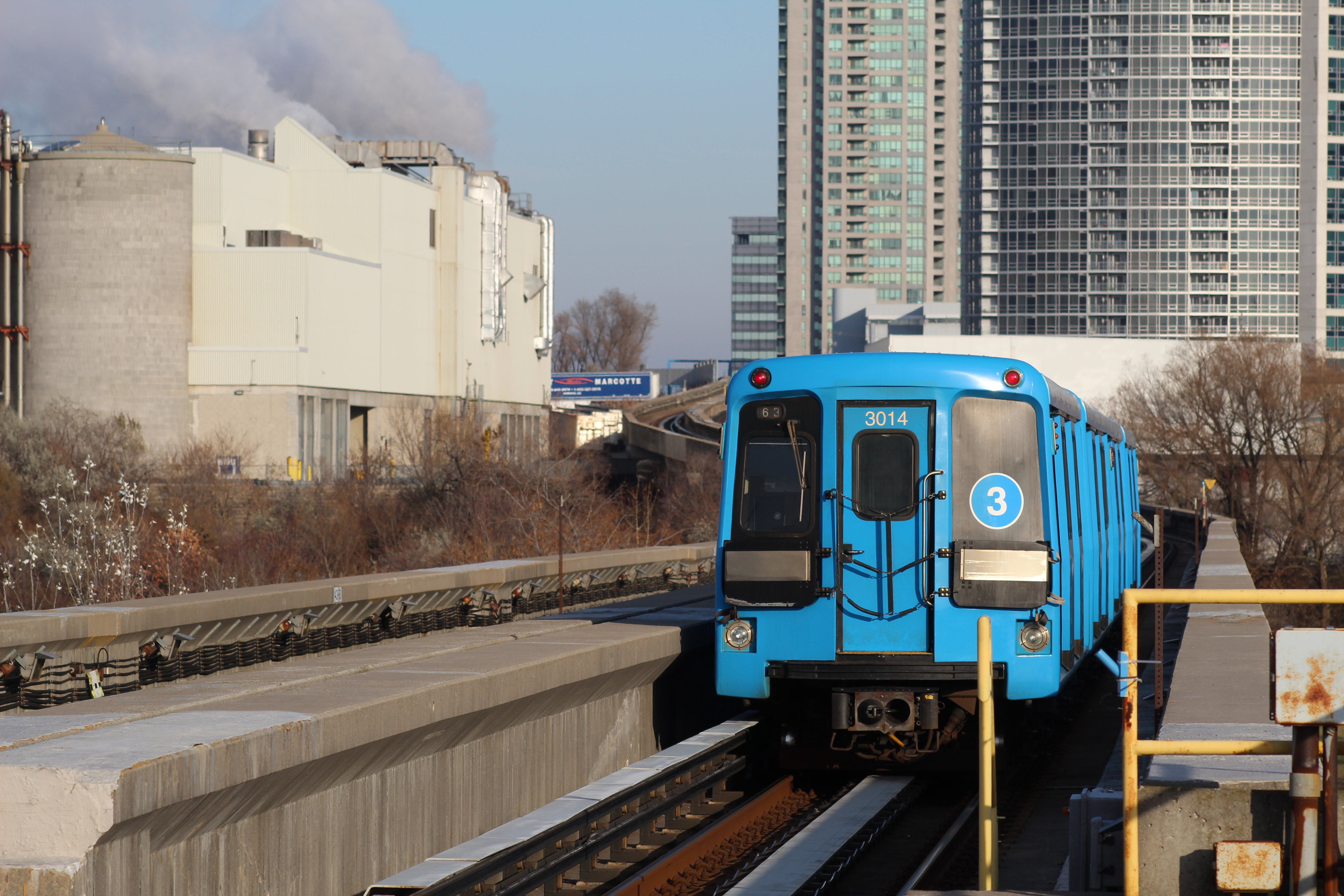
Zug in jüngster Farbgebung bei der Ausfahrt aus der Station Midland

Die TTC bestellte für die Scarborough RT in den Jahren 1983 bis 1985 bei UTDC 28 Wagen des Typs ITCS Mark I. Sie waren 12,7 Meter lang, 2,5 Meter breit und 15,445 Tonnen schwer. Ein Wagen bot 30 Sitz- und 55 Stehplätze, war also relativ klein bemessen. In der Regel wurden die Wagen zu Vier-Wagen-Zügen gekoppelt und verkehrten mit einer Höchstgeschwindigkeit von 80 km/h. Diese oft auch ausgefahrene Geschwindigkeit brachte jedoch einen bedeutenden Nachteil mit sich, nämlich eine enorme Lautstärkeentwicklung. Der Bombardier-Konzern übernahm 1991 das Unternehmen UTDC und entwickelte das ITCS zum System Bombardier Advanced Rapid Transit weiter.
Eigentlich waren die ITCS-Züge für den automatischen Betrieb entwickelt worden. Angesichts zahlreicher Softwareprobleme nach der Eröffnung forderte die Öffentlichkeit jedoch Personal auf den Zügen. Deshalb war in jedem Zug ein TTC-Mitarbeiter anwesend, der den Betrieb überwachte und die Türen kontrollierte. Die Züge wurden bei kleinen Reparaturen in der Endstation McCowan gewartet, sonst in der Hauptwerkstatt der Subway.
Im Dezember 2023 wurde angekündigt, dass fünf Züge mit insgesamt 10 bis 12 Wagen nach Detroit verkauft werden sollen, um die aktuell auf dem People Mover eingesetzten Fahrzeuge zu ersetzen.

## Diskussion über möglichen Ersatz
Die Scarborough-Linie hatte aus verschiedenen Gründen einen schlechten Ruf. Dazu trugen vor allem die massiven Kostenüberschreitungen und die Unzuverlässigkeit in den ersten Betriebsjahren bei. Hinzu kamen Kapazitätsengpässe in den Stoßzeiten. Da die in den 1980er Jahren von UTDC gelieferten Wagen der Baureihe Mark I nicht mehr produziert wurden, näherten sie sich der maximalen Einsatzdauer an. Das Nachfolgemodell Mark II von Bombardier konnte nicht eingesetzt werden, da die Stationsanlagen wegen der deutlich längeren Wagen mit hohem finanziellen und technischen Aufwand hätten umgebaut werden müssen. Aufgrund der andersartigen Technologie und der abweichenden Spurweite war auch eine Integration in das Subway-Netz ausgeschlossen. Selbst wenn die Strecke umgespurt worden wäre, hätte sie wegen der engen Kurven nicht von der Subway befahren werden können.
Im Rahmen des im Jahr 2007 vorgestellten Ausbauprogramms Transit City sollte die ICTS-Technologie vollständig ersetzt werden. Stattdessen sollten auf der Strecke niederflurige Stadtbahnwagen verkehren. Außerdem hätte die geplante Stadtbahnstrecke über McCowan hinaus bis in den Stadtteil Malvern führen sollen. Der Baubeginn war für 2014 vorgesehen, die Inbetriebnahme für 2019. Der neue Bürgermeister Rob Ford, der im Wahlkampf eine U-Bahn nach Scarborough versprochen hatte, gab bei seinem Amtsantritt im Dezember 2010 bekannt, er werde das Projekt nicht weiter unterstützen. Die Verkehrsplanungsbehörde Metrolinx setzte sich über die Wünsche des umstrittenen Bürgermeisters hinweg, änderte das Projekt aber dahingehend, dass die Trasse der Scarborough-Linie mit jener der im Bau befindlichen Eglinton-Linie verknüpft werden sollte. Nach der vorgesehenen Schließung im Jahr 2015 hätte die Trasse nach Scarborough 2020 wiedereröffnet werden sollen. Das Infrastrukturministerium der Provinz Ontario leitete im Januar 2013 das Ausschreibungsverfahren ein.
Im Juni 2013 debattierte der Toronto City Council erneut über die verschiedenen Varianten für den Ersatz der Scarborough-Linie. Metrolinx gab dabei zu bedenken, dass eine etwas weiter östlich verlaufende Verlängerung der Bloor-Danforth-Linie rund 500 bis 925 Millionen Dollar teurer zu stehen käme als ein Umbau der bestehenden Trasse auf Stadtbahnbetrieb. Am 8. Oktober 2013 entschied sich der Toronto City Council mit 24:20 Stimmen für die U-Bahn-Variante, die drei neue Stationen vorsah. Sie sollte rund drei Milliarden Dollar kosten, wovon Bund und Provinz zusammen etwas mehr als zwei Drittel übernehmen würden.
2016 wurde vorgeschlagen, die Anzahl der neuen Stationen auf eine zu reduzieren, um mittels der dadurch reduzierten Kosten die Eglinton-Linie zu verlängern. Bei dieser Lösung wäre die U-Bahn von Kennedy direkt zum Scarborough Centre durchgefahren. Mitte 2016 wurde bekannt, dass die Projektkosten dieser Ein-Station-Lösung aufgrund von topografischen Eigenschaften um 900 Millionen Dollar höher liegen würden.

Vergleich der Trasse der Scarborough RT (grau) und der U-Bahn-Verlängerung (grün)

Am 10. April 2019 kündigte Premierminister Doug Ford an, dass die Provinz die Erweiterung mit drei neuen Stationen finanzieren und Metrolinx das Projekt leiten würde. Arbeiten am Tunnel begannen am 23. Juni 2022. Die Fertigstellung der Erweiterung wird 2030 erwartet.

## Schließung der Scarborough-Linie
Die Scarborough-Linie wurde, nachdem die Stilllegung ursprünglich für den 18. November 2023 vorgesehen war, am 24. August 2023 endgültig stillgelegt. Der Betrieb nach einer Entgleisung in der Nähe der Station Ellesmere bereits am 24. Juli 2023 eingestellt worden. Die Bahnstrecke zwischen den Stationen Kennedy und Ellesmere wird asphaltiert und in ein Bus Rapid Transit umgewandelt, das voraussichtlich 2025 eröffnet wird. Fahrgäste müssen Busse zwischen den Stationen Kennedy und Scarborough Center benutzen, bis die Erweiterung der Bloor-Danforth-Linie im Jahr 2030 eröffnet wird.